# Sericia conspicua
Sericia conspicua är en fjärilsart som beskrevs av Felder 1874. Sericia conspicua ingår i släktet Sericia och familjen nattflyn. Inga underarter finns listade i Catalogue of Life.